# Lettera a Francesco I
La lettera a Francesco I (nel codice Cellere intitolata come Del Viaggio del Verrazzano Nobile Fiorentino al Servizio di Francesco I, Ri de Francia, fatto nel 1524 all'America Settentrionale) è un manoscritto redatto da Giovanni da Verrazzano al ritorno dal suo viaggio nel Nuovo Mondo nel 1524.
Si tratta di una lettera inviata al re Francesco I di Francia che aveva commissionato la spedizione, in cui descriveva il viaggio compiuto lungo la costa orientale degli Stati Uniti. Il Re, spinto dalla comunità mercantile francese, incaricò Verrazzano di scoprire se vi fosse un passaggio diretto dall'Atlantico alla Cina e al Giappone. Queste nazioni erano importanti partner commerciali, in particolare nelle sete e nelle spezie, per la maggior parte delle nazioni europee.
Di questa lettera oggi sopravvivono tre copie, di cui una contenuta nel codice Cellere.

## Codice Cellere
Il codice Cellere (ufficialmente Del Viaggio del Verrazzano Nobile Fiorentino al Servizio di Francesco I, Ri de Francia, fatto nel 1524 all'America Settentrionale, oppure Morgan MS. MA. 776) è considerato dagli studiosi la più importante delle tre copie, anche se si discute su quanto peso debba essere dato ad alcuni dettagli che fornisce. È conservato presso la biblioteca del Conte Guido Macci di Cellere nel 1908, da cui prende il nome. Fu scoperto dallo studioso italiano Alessandro Bacchiani nel 1908, che pubblicò un'edizione critica l'anno successivo.